# Stružnické rybníky
Stružnické rybníky este o arie protejată (arie specială de conservare — SAC, sit de importanță comunitară — SCI) din Republica Cehă întinsă pe o suprafață de 15,83 ha, integral pe uscat.

## Localizare
Centrul sitului Stružnické rybníky este situat la coordonatele 50°42′12″N 14°28′26″E / 50.703333°N 14.473889°E.

## Înființare
Situl Stružnické rybníky a fost declarat sit de importanță comunitară în aprilie 2005 pentru a proteja 1 specie de animale. Situl a fost protejat și ca arie specială de conservare în august 2012.

## Biodiversitate
Situată în ecoregiunea continentală, aria protejată nu include niciun habitat protejat.
La baza desemnării sitului se află o specie protejată de  amfibieni: buhai de baltă cu burta roșie (Bombina bombina).